# غير تجاري

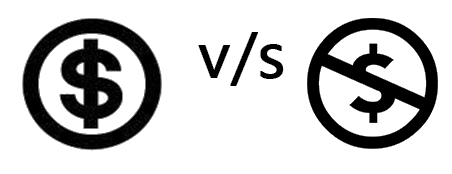

يشير المصطلح غير تجاري إلى أي نشاط أو كيان لا ينطوي في أحد جوانبه على أعمال تجارية، أو على الأقل في الأنشطة المشابهة التي لها غرض أو هدف تجاري. فعلى سبيل المثال، تعتبر محطات الإذاعة المجتمعية التي تقدم خدمات الدعاية المجانية هي في العادة منظمات غير ربحية يتكون طاقمها من الأفراد المتطوعين الذين كرسوا جهودهم لنشر مجموعة كبيرة ومتنوعة من البرامج الإذاعية، ولا تقوم ببث إعلانات إذاعية بشكل صريح، وتشمل مجموعة محددة من محطات الإذاعة العامة «التعليمية غير التجارية» (NCE) التي تقدم للجمهور في الولايات المتحدة. تحتوي بعض رخص المشاع الإبداعي على اختيار «غير تجاري»، وهو أمر مثير للجدل في التعريف والتطبيق.